# Gabriele Lupini
Gabriele Lupini (Roma, 14 aprile 1956) è un generale, medico e docente italiano, ispettore nazionale del Corpo militare volontario della Croce Rossa Italiana.

## Biografia
Nel 1981 si laurea in medicina e chirurgia all'università La Sapienza e quattro anni dopo, nel 1985, consegue la specializzazione in malattie dell'apparato respiratorio. Nel 1993 consegue un'ulteriore specializzazione in medicina legale e, successivamente, anche un perfezionamento in protezione civile.
Dopo la laurea frequenta il 61º corso allievi ufficiali di complemento dell'Aeronautica Militare e il 14 luglio 1982 ottiene la qualifica di sottotenente medico del Corpo sanitario aeronautico. Nel 1991 viene richiamato in servizio come capitano medico presso il quartier generale della II Regione Aerea.
Il suo servizio volontario per il Corpo militare della Croce Rossa Italiana era iniziato già nel 1977, e nel 1983 era passato a servizio continuativo.
Dal 1986 al 1990 è direttore dell'ufficio sanitario del IX centro di mobilitazione e successivamente capo dell'ufficio sanitario militare centrale dell'Ispettorato nazionale del Corpo, fino al 2003. Dal 2003 al 2005 è responsabile sanitario della Croce Rossa per la regione Lazio.
Con il grado di colonnello medico, dal 2003 al 2010 è direttore di sanità del Corpo Militare, incarico che manterrà fino al 2010 quando, il 26 febbraio, viene nominato ispettore nazionale facente funzione del corpo militare, sostituendo il colonnello Roberto Orchi. Il 6 ottobre dello stesso anno viene nominato maggior generale medico e ispettore nazionale del corpo. 
Nella sua carriera ha tenuto attività di docenza riguardo tematiche medico-giuridiche e di diritto internazionale umanitario, materia di cui è istruttore di livello superiore e consigliere qualificato; è inoltre consigliere giuridico nelle Forze Armate e istruttore di Operazioni Militari Diverse dalla Guerra (IDOM).